# شهرستان شینگ‌یه
شهرستان شینگ‌یه (به لاتین: Xingye County) یک شهرستان‌های جمهوری خلق چین در چین است که در یولین واقع شده‌است.